# Pachycara rimae
Pachycara rimae és una espècie de peix de la família dels zoàrcids i de l'ordre dels perciformes.

## Morfologia
- Els mascles poden assolir 40,3 cm de longitud total.[4][5]

## Hàbitat
És un peix marí i d'aigües profundes que viu fins als 2.500 m de fondària.

## Distribució geogràfica
Es troba a les Illes Galápagos.

## Observacions
És inofensiu per als humans.